# میائو فو

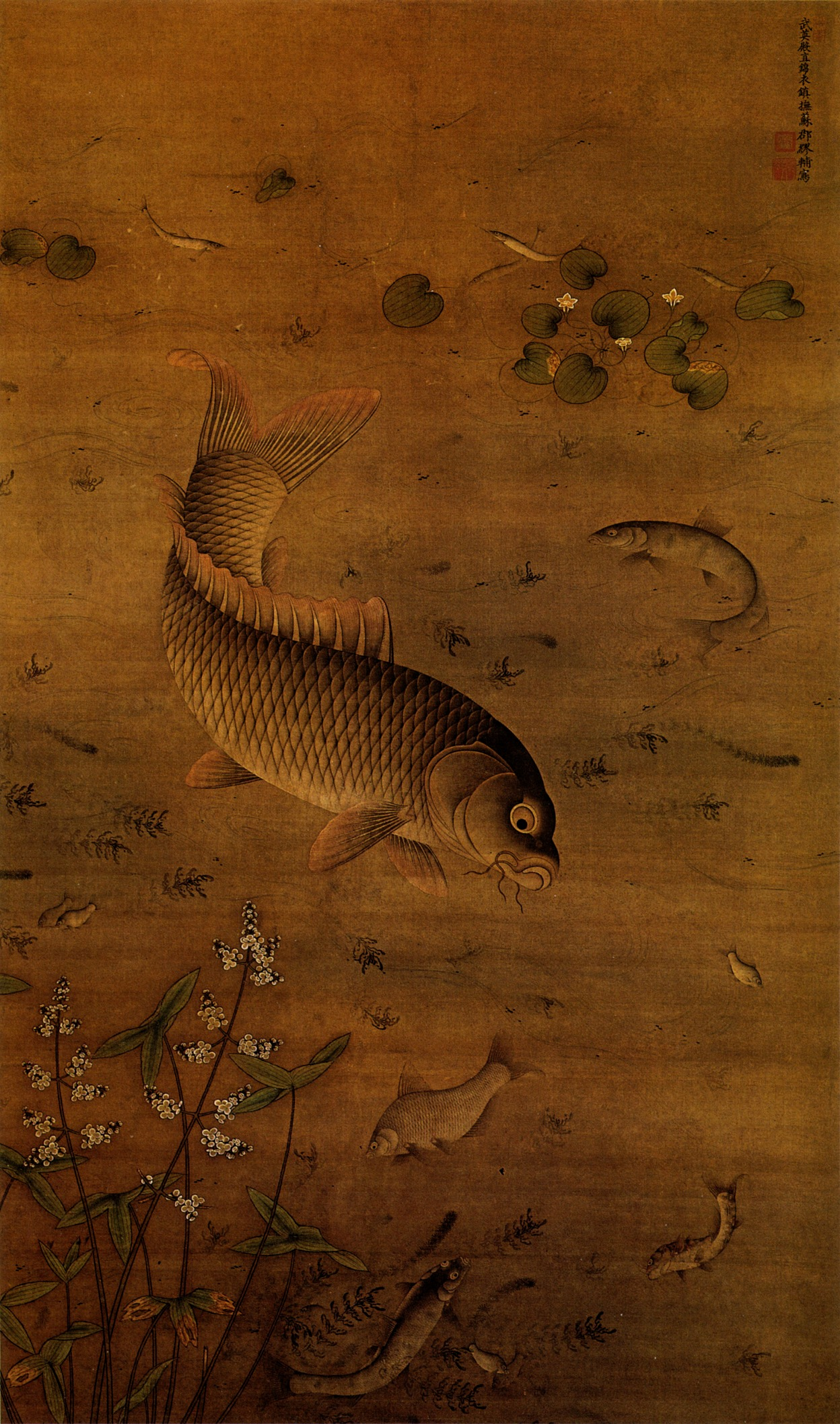
ماهی و گیاه آبزی اثر میائو فو، موزه کاخ

میائو فو (چینی ساده: 缪辅، چینی سنتی: 繆輔، پین‌یین: Miào Fǔ، وید جایلز: Miao Fu) از نقاشان سلطنتی چینی اوایل دودمان مینگ در دوران امپراتور شوان‌ده بود که بیشتر به خاطر نقاشی‌هایش از ماهیان در حال شنا شهره بود. میائو فو زادهٔ سوژو واقع در استان جیانگ‌سوی چین بود ولی از تاریخ زادروز و درگذشتش اطلاعی در دست نیست.